# Römisches Museum mit Archäologischem Park Köngen

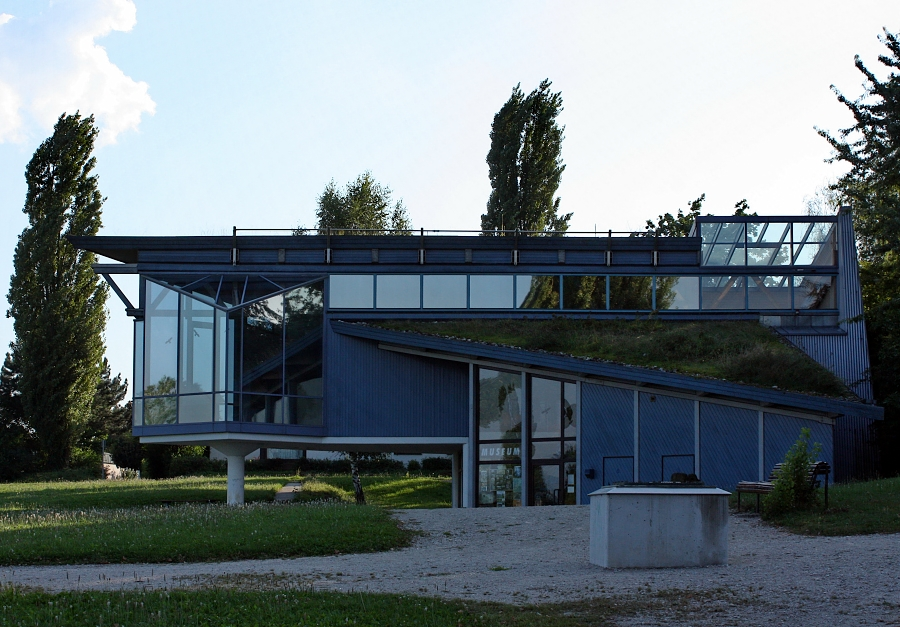
Römisches Museum Köngen

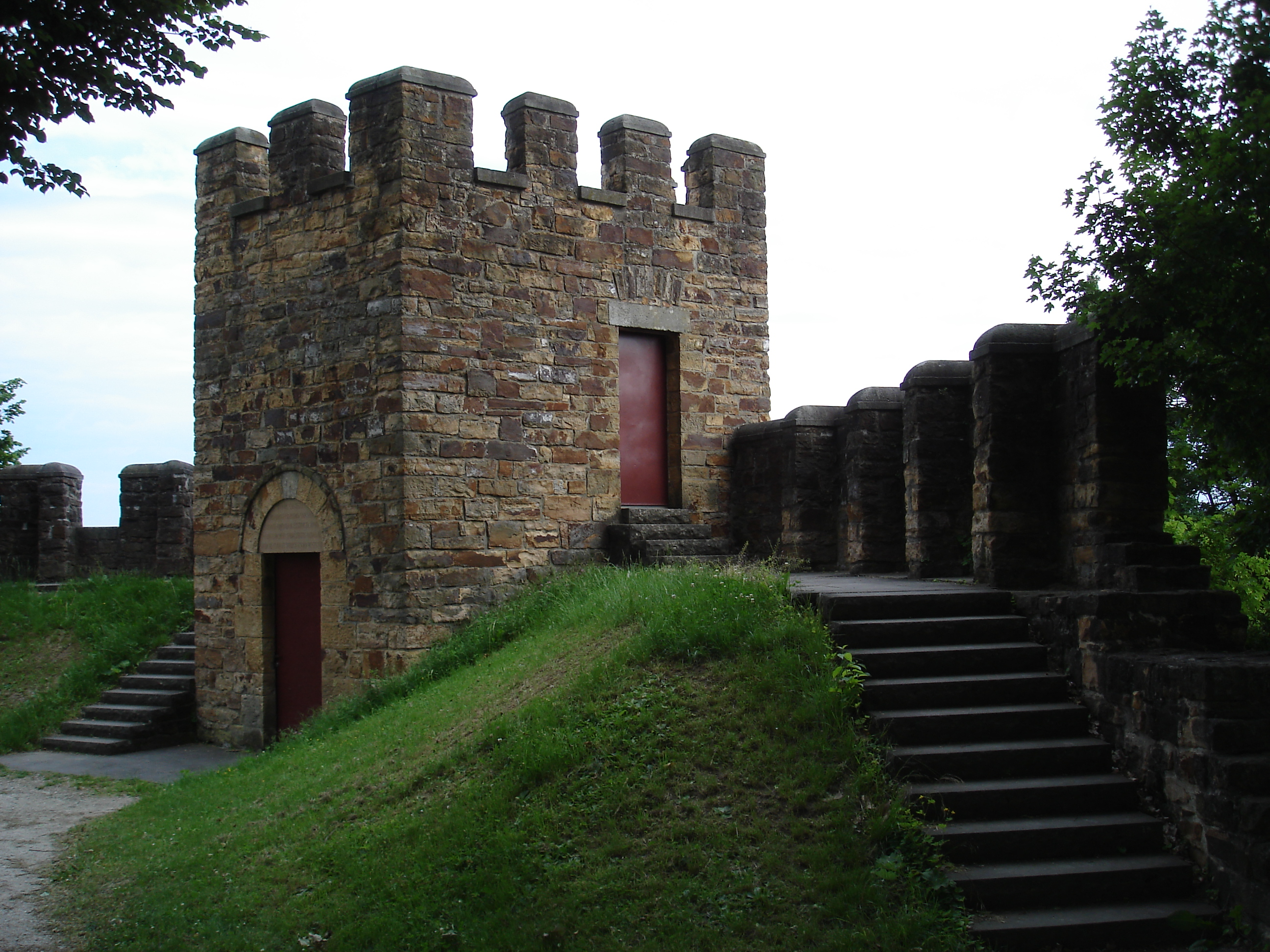
1911 rekonstruierter Wachturm

Das Römische Museum mit Archäologischem Park Köngen ist ein archäologisches Museum mit einer angeschlossenen Freilichtanlage in Köngen im Landkreis Esslingen, Baden-Württemberg. Der Schwerpunkt des Museums liegt auf der römischen Geschichte der Stadt und des Kastells Köngen.
Das Museum geht zurück auf zahlreiche archäologische Funde. Der erste dokumentierte Fund, eine Goldmünze des Kaisers Antoninus Pius, erfolgte 1782. Immer wieder stießen Bauern beim Pflügen auf antike Mauerreste. Ab 1783 ließ der Oberamtmann Eugen Rosser auf Anordnung Herzog Karls auf den umliegenden Feldern planmäßige Grabungen durchführen. Nach weiteren Grabungen wurde am 10. Dezember 1911 der rekonstruierte Römerturm eingeweiht, der vom Schwäbischen Albverein finanziert worden war.
In den 1960er Jahren, nachdem große Teile der ehemaligen Siedlung bereits überbaut waren, bedrohten Planungen für ein Neubaugebiet das ehemalige Kastellgelände, die jedoch nach einem langen Rechtsstreit eingestellt wurden. In den 1980er Jahren konnten große Teile des Kastellgeländes durch die Gemeinde erworben werden. Im Juni 1988 wurde das von der Gemeinde Köngen, dem Schwäbischen Albverein und dem Landesdenkmalamt geplante und realisierte Museum Römerpark eingeweiht.

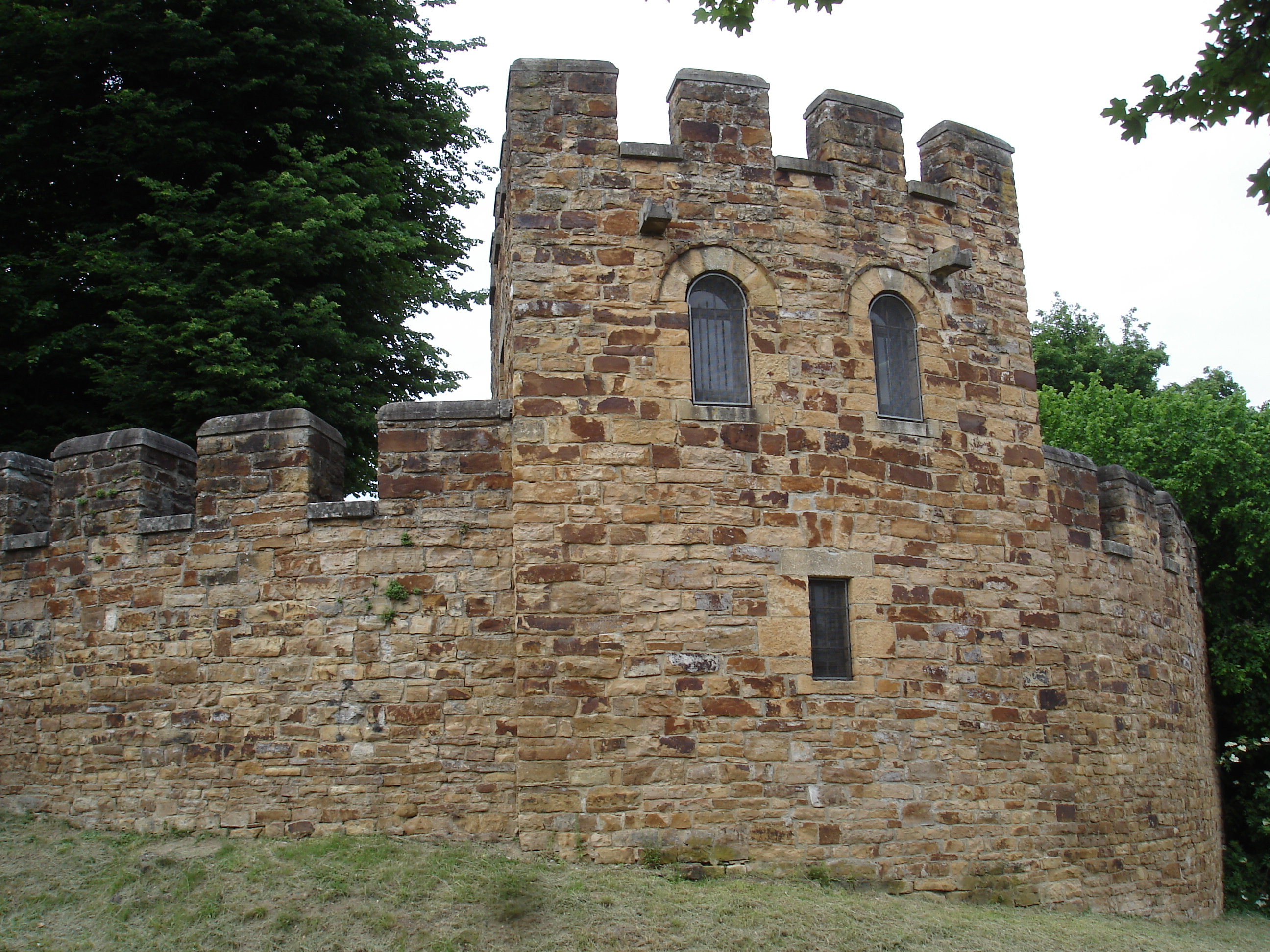
Rekonstruierter Wachturm von 1911, Außenseite

Im futuristischen Museumspavillon werden zahlreiche Funde der Ausgrabungen ausgestellt. Zu den Glanzlichtern der Ausstellung gehören ein Eponarelief, ein Münzschatz mit 555 Silbermünzen sowie Teile einer Jupitergigantensäule. Im Außenbereich, dem Römerpark, finden sich Fundamentreste des ehemaligen Kastells. Zu dem Museum gehört ebenfalls ein im Jahr 1911 rekonstruierter steinerner Wachturm. Alle zwei Jahre finden unter Beteiligung internationaler Römergruppen die Köngener Römertage statt.
Das Museum bietet Besuchern und speziell Kindern und Schulklassen ein breit gefächertes museumspädagogisches Angebot.